# Konföderation von Dzików
Die Konföderation von Dzików (poln. Konfederacja dzikowska) war eine polnische Generalföderation in der Zeit des polnischen Thronfolgekrieges, um den polnischen Thron für Stanisław Leszczyński zurückzugewinnen und gegen russische und sächsische Interventionen zu verteidigen.
Sie wurde am 5. November 1734 in Dzików in der Nähe von Tarnobrzeg auf Betreiben des polnischen Wahlkönigs Stanisław Leszczyński geschlossen. Dieser war angesichts der gemeinsamen Intervention der sächsischen Armee des Gegenkönigs August III. und der russischen Armee nach Königsberg (Preußen) geflüchtet.
Marschall der Konföderation wurde der Starost von Jasło, Adam Tarło. An der Spitze der konföderierten Armee stand zunächst als sog. Regimentskommandeur der Magnat Józef Potocki.
Am 28. Februar 1735 übernahm die Generalität der Konföderation das Kommando über die Konföderationstruppen.

## Hintergrund
Der Allianzvertrag der drei Schwarzen Adler, unterzeichnet 1732 von Russland, Preußen und Österreich, sah eine Zusammenarbeit bei der Durchsetzung eines gemeinsamen Kandidaten für die Krone der polnischen Rzeczpospolita vor. Nach dem Bruch des Bündnisses zwischen Sachsen und Frankreich und der Neutralisierung von Preußen, beschlossen die Parteien, die Kandidatur des sächsischen Kurfürsten Friedrich August II., Sohn Augusts des Starken, zu unterstützen.
Demgegenüber wählten am 12. September 1733 13.500 adlige Wahlmänner in Warschau in einer freien Wahl Stanisław Leszczyński zum König von Polen.

## Verlauf
Die Konföderation umfasste auch eine aktive diplomatische Tätigkeit, indem sie Abgesandte nach Schweden, Frankreich sowie nach Konstantinopel und Rom schickte, darunter Adam Stanisław Krasiński. Sie bat auch erfolglos um Unterstützung für die Völker Böhmens und Ungarns und für die Einwohner Schlesiens.
Konföderierte Truppen versuchten schließlich, durch Großpolen in Richtung Sachsen durchzubrechen. Sie wurden jedoch in vielen Gefechten von den Truppen Sachsens und Russlands besiegt.
Widerstandsnester der bewaffneten Konföderation von Dzików bestanden bis 1736 in der Kurpie und in Podolien.
Der Aufstand von Dzików ist heute nicht mehr in der allgemeinen Erinnerung präsent, war aber eine wichtige Inspirationsquelle für die Konföderation von Bar, die rund 30 Jahre später ausbrach.

## Bibliografie
- Stefan Truchim, Konfederacja dzikowska, Poznań 1921.
- Akt der Konföderation von Dzików vom 5. November 1734